# Akron Firestone Non-Skids 1938-1939
La stagione 1938-39 degli Akron Firestone Non-Skids fu la 2ª nella NBL per la franchigia.
Gli Akron Firestone Non-Skids vinsero la Eastern Division con un record di 24-3. Nei play-off vinsero il titolo battendo nella finale NBL gli Oshkosh All-Stars (3-2).

## Roster
| N° | Naz.                   | Ruolo | Sportivo        | Anno | Alt. | Peso |
| -- | ---------------------- | ----- | --------------- | ---- | ---- | ---- |
|    | Stati Uniti (bandiera) | GA    | Howard Cable    | 1913 | 191  | 91   |
|    | Stati Uniti (bandiera) | GA    | Jack Ozburn     | 1913 | 185  | 77   |
|    | Stati Uniti (bandiera) | AC    | John Moir       | 1917 | 188  | 83   |
|    | Stati Uniti (bandiera) | AC    | Jerry Bush      | 1914 | 191  | 91   |
|    | Stati Uniti (bandiera) | GA    | Al Bonniwell    | 1911 | 188  | 84   |
|    | Stati Uniti (bandiera) | G     | Irving Terjesen | 1915 | 191  | 88   |
|    | Stati Uniti (bandiera) | C     | Paul Nowak      | 1914 | 196  | 93   |
|    | Stati Uniti (bandiera) | G     | Paul Tobin      | 1909 | 175  | 77   |
|    | Stati Uniti (bandiera) | AC    | Glenn Roberts   | 1912 | 196  | 91   |
|    | Stati Uniti (bandiera) | C     | Slim Shoun      | 1904 | 211  | 79   |
|    | Stati Uniti (bandiera) | A     | Ted Migdal      | 1918 | 175  | 64   |
|    | Stati Uniti (bandiera) | GA    | Mally Johnson   | 1908 | 178  | 75   |
|    | Stati Uniti (bandiera) | G     | Don Smith       | 1910 | 183  | 77   |

## Staff tecnico
- Allenatore: Paul Sheeks